# Anthias salmopunctatus
Anthias salmopunctatus là một loài cá thuộc họ Serranidae. Nó là loài đặc hữu của Brazil.